# Peter Mangold
Peter Mangold (* 3. Januar 1947 in Kettering, Northamptonshire; † vor dem oder am 10. Mai 2017) war ein britischer Historiker und Journalist. Bekannt war er für seine journalistische Arbeit bei der BBC und seine Bücher, die sich thematisch mit verschiedenen Aspekten britischer Machtpolitik auseinandersetzten.

## Leben
Peter Mangold wurde als Kind deutsch-jüdischer Eltern geboren, die in den 1930er Jahren aus Deutschland nach Großbritannien emigriert waren. Ausgebildet wurde er an der Bedford School und dem King’s College (Cambridge), wo er 1968 im Fach Geschichte graduierte. Danach erwarb er den PhD im Fach Internationale Beziehungen an der London School of Economics.
Von 1972 bis 1977 arbeitete Mangold im Research Department des Foreign and Commonwealth Office; ab 1977 war er über zwanzig Jahre lang beim BBC World Service engagiert, wo er mehrere Jahre im Arabischen Service arbeitete und 10 Jahre lang den bengalischen Service leitete. Danach zog er sich auf sein Gastprofessorat am St Antony’s College, Oxford zurück. Mangold verfasste neben einigen Kolumnen für britische Zeitungen wie The Independent mehrere Bücher, in denen er sich mit verschiedenen Aspekten der Geopolitik und britischer Machtpolitik auseinandersetzte. Sein Schwerpunkt lag dabei auf dem 20. Jahrhundert.
Peter Mangold verstarb im Mai 2017 im Alter von 70 Jahren an den Folgen eines Krebsleidens.

## Veröffentlichungen
- Superpower Intervention in the Middle East. Croom Helm 1978, Neuausgabe Routledge, Milton 2013, ISBN 978-0-415-83096-6.
- From Tirpitz to Gorbachev: Power Politics in the Twentieth Century. Palgrave Macmillan, London 1998, ISBN 0-90722-201-3.
- Success and Failure in British Foreign Policy: Evaluating the Record, 1900–2000. Palgrave Macmillan, London 2001, ISBN 0-333-80448-1.
- The Almost Impossible Ally. Harold Macmillan and Charles De Gaulle. IB Tauris, London 2006, ISBN 1-85043-800-5.
- Britain and the Defeated French: From Occupation to Liberation, 1940–1944. I.B.Tauris, London 2012, ISBN 978-1-84-885-431-4 – ausgezeichnet 2013 mit dem Edith McLeod literary prize.
- What the British Did: Two Centuries in the Middle East. I.B.Tauris, London 2016, ISBN 978-1-78453-194-2.